# AXsiZ
주식회사 AXsiZ는 스튜디오 고쿠미의 전 두 번째 제작 스튜디오 직원들이 2011년 7월 7일에 설립한 일본의 애니메이션 제작사로, AXsiZ와 긴밀한 관계를 맺고 있다.

## 작품

### 텔레비전 시리즈
2016
- 홍각의 판도라(스튜디오 고쿠미와 공동 제작)
- 제멋대로 하이스펙

2017
- 세이렌 (애니메이션)

2018
- 라멘 너무 좋아 코이즈미 씨
- 이웃집 흡혈귀 씨

2020
- 마에세츠!

2021-2022
- 종말의 하렘

2023
- 자동판매기로 다시 태어난 나는 미궁을 방랑한다
- 꿈꾸는 남자는 현실주의자

2025
- 반에서 가장 싫어하는 여자애와 결혼하게 되었다.

### OVA
2015
- 금빛 모자이크

### 영화
2015
- 홍각의 판도라

2021
- 금빛 모자이크